# Anisostichus
Anisostichus es un  género de coleópteros adéfagos de la familia Carabidae.

## Especies
Comprende las siguientes especies:
- Anisostichus laevis Curtis, 1839
- Anisostichus octopunctatus Dejean, 1829